# Anchero di Troyes
Anchero di Troyes (Troyes, 1210 circa – Roma, 1º novembre 1286) è stato un cardinale francese, nipote di papa Urbano IV.

## Biografia
Fu canonico dei capitoli cattedrali di Bayeux e di Parigi ed ebbe la dignità di arcidiacono di Laon e poi di Parigi. Ebbe prebende nei capitoli cattedrali di York e di Salisbury.
Papa Urbano IV, suo zio, lo creò cardinale del titolo di Santa Prassede nel concistoro del 22 maggio 1262.
Promosse il completamento e procedette alla consacrazione della collegiata di Saint-Urbain, fondata da suo zio a Troyes, dove fece anche erigere una piccola chiesa succursale della parrocchia di Saint-Jean.
Prese parte al conclave da cui uscì eletto papa Clemente IV e nel 1266 fu uno dei cinque cardinali legati inviati a incoronare re di Sicilia Carlo d'Angiò. Partecipò anche ai conclavi che elessero Gregorio X, Innocenzo VI, Adriano V, Giovanni XXI, Niccolò III, Martino IV e Onorio IV. Nel 1277 fu nominato cardinale proto-prete.
Fu ucciso nella cappella del Crocifisso nella chiesa di Santa Prassede nel 1286 e vi fu sepolto. Il suo monumento funebre fu realizzato da un anonimo scultore di scuola cosmatesca influenzato dall'opera di Arnolfo di Cambio.